# Parlamentswahlen in Britisch-Gambia 1954
Die Parlamentswahlen in Britisch-Gambia 1954 fanden in der westafrikanischen britischen Kolonie Gambia 1954 statt. Diese Wahlen waren für vier gewählte Sitze im Legislativrat (englisch Legislative Council), einem Vorläufer des Repräsentantenhauses (englisch House of Representatives).
Die Sitze wurden von Pierre Sarr N’Jie, John Colley Faye, Ibrahima Momodou Garba-Jahumpa und Henry A. Madi gewonnen.

## Wahlverfahren und -kreise
Es war das dritte Mal, dass Repräsentanten in dem Legislativrat gewählt wurden.
Die Anzahl der Wahlkreise der wurde gegenüber der Wahl 1951 unverändert beibehalten. Aus der Stadt Bathurst (der ehemalige Name von Banjul) wurden drei Mitglieder und der Kombo-St. Mary Area (auch als Britisch-Kombo bekannt gewesen) ein Mitglied direkt gewählt.
Das Protektorat war an diesen Wahlen nicht beteiligt.

## Wahlvorbereitung
Vor der Wahl wurde unter der Führung von Pierre Sarr N’Jie 1952 die United Party (UP) gegründet. Aus der Bathurst Young Muslims Society (BYMS) wurde unter der Führung Ibrahima Momodou Garba-Jahumpa der Gambia Muslim Congress (GMS). John Colley Faye trat wieder für die Gambia Democratic Party (GDP) an. Vor der Wahl wurde die Gambian People’s Party von George St. Clair Joof gegründet.
| Partei | Partei                        | Anzahl |
| ------ | ----------------------------- | ------ |
|        | United Party (UP)             | 1      |
|        | Gambia Democratic Party (GDP) | 1      |
|        | Gambia Muslim Congress (GMC)  | 1      |
|        | Gambian People’s Party (GPP)  | 1      |
|        | Unabhängige Kandidaten        | 2      |
| Gesamt | Gesamt                        | 6      |

Damit traten sechs Kandidaten an, die vier Sitze zu gewinnen.

## Wahlausgang
Von den 7.477 abgegebenen Stimmen erreichte John Colley Faye, Ibrahima Momodou Garba-Jahumpa und Henry A. Madi die nötige Mehrheit und wurden gewählt.

### Wahlergebnis nach Partei
| Sitze im Parlament       | Sitze im Parlament | Sitze im Parlament | Sitze im Parlament | Sitze im Parlament | Sitze im Parlament | Sitze im Parlament | Sitze im Parlament |
| Partei                   | Partei             | Wahlkreis          | Wahlkreis          | Wahlkreis          | Wahlkreis          | Gesamt             | Gesamt             |
| Partei                   | Partei             | Bathurst           | Bathurst           | Kombo St. Mary     | Kombo St. Mary     | Gesamt             | Gesamt             |
| ------------------------ | ------------------ | ------------------ | ------------------ | ------------------ | ------------------ | ------------------ | ------------------ |
|                          | UP                 | 1                  | 1                  |                    |                    | 1                  | 25,0 %             |
|                          | GDP                | 1                  | 1                  |                    |                    | 1                  | 25,0 %             |
|                          | GMC                | 1                  | 1                  |                    |                    | 1                  | 25,0 %             |
|                          | GPP                | -                  | -                  |                    |                    | -                  | 0,0 %              |
|                          | Unabh.             |                    |                    | 1                  | 1                  | 1                  | 25,0 %             |
| Gesamt                   | Gesamt             | 3                  | 3                  | 1                  | 1                  | 4                  | 100,0 %            |
| Stimmen und Stimmanteile |                    |                    |                    |                    |                    |                    |                    |
| Partei                   | Partei             | Wahlkreis          | Wahlkreis          | Wahlkreis          | Wahlkreis          | Gesamt             | Gesamt             |
| Partei                   | Partei             | Bathurst           | Bathurst           | Kombo St. Mary     | Kombo St. Mary     | Gesamt             | Gesamt             |
|                          | UP                 | 2.123              | 28,4 %             |                    |                    | 2.123              | 28,4 %             |
|                          | GDP                | 1.979              | 26,5 %             |                    |                    | 1.979              | 26,5 %             |
|                          | GMC                | 1.569              | 21,0 %             |                    |                    | 1.569              | 21,0 %             |
|                          | GPP                | 252                | 3,4 %              |                    |                    | 252                | 3,4 %              |
|                          | Unabh.             |                    |                    | 1.554              | 20,8 %             | 1.554              | 20,8 %             |
| Gesamt                   | Gesamt             | 5.923              |                    | 1.554              |                    | 7.477              |                    |

### Wahlergebnis nach Wahlkreis
| Verwaltungseinheit             | Wahlkreis         | Kandidat  | Partei  | Stimmen | Anteil |
| ------------------------------ | ----------------- | --------- | ------- | ------- | ------ |
| Britisch-Gambia                |                   |           |         |         |        |
|                                | Bathurst          |           |         |         |        |
|                                | Pierre Sarr N’Jie | UP        | 2.123   | 35,84 % |        |
| John Colley Faye               | GDP               | 1.979     | 33,41 % |         |        |
| Ibrahima Momodou Garba-Jahumpa | GMC               | 1.569     | 26,49 % |         |        |
| George St. Clair Joof          | GPP               | 252       | 4,25 %  |         |        |
| Kombo St. Mary                 |                   |           |         |         |        |
|                                | Henry A. Madi     | parteilos | 904     | 58,17 % |        |
| Samuel J. Oldfield             | parteilos         | 650       | 41,83 % |         |        |

## Nachwahlen
Eine Nachwahl fand nicht statt.